# Simplicispira piscis
Simplicispira piscis es una bacteria gramnegativa del género Simplicispira. Fue descrita en el año 2015. Su etimología hace referencia a pez. Es aerobia y móvil por flagelo polar. Tiene un tamaño de 0,7-0,9 μm de ancho por 1-2,8 μm de largo. Forma colonias translúcidas, blancas, circulares y convexas en agar R2A. Temperatura de crecimiento entre 4-37 °C, óptima de 20 °C. Catalasa y oxidasa positivas. Se ha aislado del intestino de un pez roca coreano (Sebastes schlegelii). 